# رموز الصومال الوطنية
رموز الصومال الوطنية (بالصومالية: Astaamaha Wadaniyada Soomaliya)‏ في خلال تاريخها الحديث، أصبحت رموز وطنية مختلفة تمثل الصومال. نظرًا لعدم الاستقرار في البلاد، حيث يتم استخدامها فقط في المناطق الخاضعة للحكومة الفيدرالية الصومالية، لكن لا يستعمل على المناطق الانفصالية مثل صوماليلاند. يذكر الدستور الصومالي ثلاثة رموز العلم وشعار النبالة والنشيد الوطني.

## رُمُوز وَطنيّة

### العلم

علم الصومال

يتكون علم الصومال من نجمة خماسية بيضاء واحدة على حقل سماوي تمثل المناطق الخمس التي يقيم فيها الصوماليون في ذلك الوقت وهي أرض الصومال البريطانية، وأرض الصومال الإيطالية، وأرض الصومال الفرنسية و أوغادينيا وشمال كينيا،) مما يجعله أيضًا العلم العرقي للشعب الصومالي. صممه محمد عوالي ليبان استعدادًا للاستقلال، وقد تم رفعه لأول مرة في صوماليلاند في 12 أكتوبر 1954.

### الشعار

Coat of arms of Somalia

شعار النبالة الصومالي عبارة عن العلم الصومالي في درع ذهبي، يقف نمران على رماح كدعامين للدرع تم اعتماده في 10 أكتوبر 1956.

### النشيد
تم تأليف النشيد الوطني، كل أمة لها علمها الخاص،(بالصومالية:    Qolobaa Calankeedu  Waa Caynow)‏ في 1 أغسطس 2012 مع الدستور الصومالي الجديد. قام بتأليفه عبدالله قرشي [الإنجليزية] في عام 1959، وقد حل محل نشيد القديم يا صومال استيقظي (بالصومالية: Soomaaliyee toosow)‏، والذي كان النشيد الوطني الرسمي للصومال.